# CF Fuenlabrada
Der Club de Fútbol Fuenlabrada ist ein spanischer Fußballverein aus Fuenlabrada in der Metropolregion Madrid.

## Geschichte
Der Verein entstand 1975 durch die Fusion des 1971 gegründeten CF San Esteban und dem 1974 gegründeten Verein Agrupación Deportiva Fuenlabrada. Der Verein spielte daraufhin unter seinem ersten Präsidenten, Juan Francisco Polidura, im Stadion La Aldehuela. Der Verein spielte zu Beginn in den regionalen Ligen, spielte dank des wirtschaftlichen Aufschwungs immer höher und schaffte in der Saison 1985/86 den Aufstieg in die Tercera División.
Nachdem der Verein zuerst auf den hinteren Plätzen landete, investierte der Klub in seine Spieler und konnte sich so immer weiter verbessern. In der Saison 1989/90 wurde der Verein Zweiter, scheiterte jedoch in den Aufstiegsspielen an CD Móstoles. Auch in den folgenden Jahren erreichte der Verein vordere Platzierungen, konnte sich jedoch in den Aufstiegsspielen nicht durchsetzen. In der Saison 1993/94 schaffte der Verein schließlich als Tabellenführer in der regulären Saison und in den Aufstiegsspielen den Aufstieg in die Segunda División B.
Fuenlabrada konnte sich sieben Jahre lang in der Segunda División B halten, das beste Ergebnis war ein sechster Platz in der Saison 1996/97. Nach dem Abstieg spielte der Verein 2 Spielzeiten in der Madrider Gruppe der Tercera División. In der Saison 2002/03 schaffte der Klub den Aufstieg als Tabellendritter, indem er in den Aufstiegsspielen Rápido de Bouzas schlug. Der Verein spielte daraufhin fünf weitere Jahre in der Segunda División B, bis er 2008 abstieg.
Am 1. September 2011 wurde ein neues Stadion eingeweiht, das Estadio Fernando Torres, das Platz für 2000 Zuschauer bietet. In der Saison 2011/12 kehrte der Verein wieder in die Segunda División B zurück. In den Aufstiegsspielen verlor er zwar gegen CD Marino, konnte seine anderen beiden Gegner jedoch besiegen und schaffte somit den Aufstieg. Seitdem spielt Fuenlabrada in der Segunda División B.
In der Saison 2018/19 schaffte man als Tabellenerster der Segunda Division B in den Aufstiegsspielen gegen Recreativo Huelva nach einem 3:0-Sieg im Hinspiel und einem 1:1 im Rückspiel den Aufstieg in die Segunda División.
In der Copa del Rey 2017/18 gelangte Fuenlabrada in die Runde der letzten 32, wo sie nach einer Niederlage und einem Unentschieden gegen Real Madrid ausschieden.

## Stadion
Das Stadion, in dem CF Fuenlabrada seine Heimspiele austrägt, ist das Estadio Fernando Torres mit 2000 Sitzplätzen und Naturrasen. Das Stadion liegt in der Ciudad Deportiva Oeste (Sportstadt West). Das Stadion wurde am 1. September 2011 mit einem Spiel gegen Atlético Madrid eingeweiht. Das Stadion wurde nach dem international bekannten Fußballspieler Fernando Torres benannt, der in Fuenlabrada geboren wurde.
Von 1975 bis 2011 spielte der Verein im Stadion La Aldehuela, das heute noch für das Training des Vereins und die Begegnungen anderer Vereine genutzt wird.